# ぷち観音
ぷち観音（ぷちかんのん）は、かつて活動していた日本のお笑いコンビ。サンミュージックプロダクション所属。2009年9月結成、2012年7月解散。

## メンバー
- 安藤なつ（あんどう なつ、1981年1月31日 - ）
本名は、安藤 和代（あんどう かずよ）
東京都出身。
主にツッコミ担当。
愛称は「なっちゃん」。
身長170cm、体重130kg、血液型A型。太股周りは、相方の松原のヒップのサイズとほぼ同じとのこと。
西口プロレスには「どすこいロリータ」のキャッチフレーズで出場。以前は「優香。」の名前で出場していた[1]。
2010年6月11日に、まぁこ、なんしぃ（大好物）との太った女芸人三人でのライブ『盛りガール〜高カロリーナイト〜』（東京都杉並区・阿佐谷ロフト）を行った[2]。

- 松原陽子（まつばら ようこ、1981年6月29日 - ）
愛知県名古屋市出身。
主にボケ担当。
愛称は「まっつん」[3]。
身長156cm、体重40kg、血液型A型。
公称スリーサイズはB85cm、W60cm、H84cm。
タレントとしては、サンミュージックブレーン所属。
日本テレビ『恋のから騒ぎ』の11期生出身。また、ラジオ日本『いってらっしゃ〜い!』で天気キャスターを務めていたほか、テレビ番組やラジオ番組でレポーターを務めていた。

## 略歴
安藤は、かつては窪田あつことのコンビ『なつ☆あつこ』で活動。
『なつ☆あつこ』解散後はピン芸人として活動した後、2009年9月に、すでにタレントとして活動していた松原と、ぷち観音を結成。ぷち観音としての初のライブ出演は、同年9月30日の『メスサンミュージック』（新宿区 ピンクビッグピッグ）だった。
アロハと合同でのトークライブ「たくのみ」（新宿区・ネイキッドロフト）を行っていた（第1回は2010年6月17日）。
『おしゃれイズム』（日本テレビ）では、前説を務めていた。
2011年末には福島和可菜とユニットを組み、「サトウの切り餅」（サトウ食品）のテレビCMに出演し、翌2012年にCMに使用された新曲「モチモチ・モテモテ」（作詞・作曲:宮下浩司）をリリースした。
2012年7月に解散を発表。その直前、『ダウンタウンのガキの使いやあらへんで!!』（日本テレビ）の隠し撮りドッキリ企画「ネコババ王グランプリ」（2012年6月17日放送分）では、仕掛け人である事務所の先輩のカンニング竹山に解散を相談する様子が放送された。解散のきっかけとして、安藤による松原への束縛が激し過ぎて、「すごく怖かった」といったことを松原が告白している（中居正広のミになる図書館（テレビ朝日系）2016年6月21日放送にて）。解散後は、松原はお笑いの活動は辞めるがタレント活動は続けている。安藤は同じサンミュージック所属の芸人・カズレーザーとコンビ「メイプル超合金」を結成。

## 芸風
コントやショートコントでは、安藤の体形を生かしたネタが多く、これまでには安藤のピン芸人時代からほぼ続けてやっていた形で、足を組んだり、色々な運動をするなどのチャレンジネタや、土俵入りのパフォーマンスなどを行い、それに松原が突っ込むなどのパターンもあった。
また漫才では、最初は松原がツッコミ、安藤がボケというポジションで、安藤が目の前に食べ物をぶら下げながらその食べ物に関するボケネタに持っていくといったパターンがあったが、その後はお互いのボケとツッコミを入れ替えてのポジションが主となっている。最初では、松原が「40kg担当」、安藤が「128kg担当」とあいさつをしていた。
一時期、コンビ名と掛けた形のブリッジのパターンをいくつかしたことがある。これまでには、ネタが終わった後に安藤が松原を担ぎ上げて退場することもあった。

## 出演
個人としての出演は、松原陽子・安藤なつの節を参照。

### テレビ
- あらびき団「初顔パフォーマーSP!」（TBS）- 2010年6月15日初出演
- IJP イジュウインパーク（TOKYO MX） - レギュラー
- 新世紀ネタキング決定戦（TOKYO MX、2011年3月3日）
- ハッピーMusic（日本テレビ、2011年4月9日）出演
- ピラメキーノ（テレビ東京）- 2011年6月2日『バカウケコドモ-1GP』
- 神々の勲章（フジテレビ）- 2011年11月18日
- 東京都さまぁ～ZOO（テレビ東京）- 2011年11月9日
- オンバト+（NHK総合）- 2011年11月12日 、戦績0勝1敗 最高185KB
- メレンゲの気持ち（フジテレビ） - 2012年 3月17日
- ダウンタウンのガキの使いやあらへんで!!「ネコババ王グランプリ」（日本テレビ）- 2012年6月17日
- ピロロン学園（日本テレビ）- 2012年6月27日

### WEB番組
- 大杉漣の『漣☆写でGO!』（フジテレビ無料動画サイト『見参楽（みさんが!）』）2011年4月18日 -